# Fort Houmet Herbe
Fort Houmet Herbe ist die Ruine eines viktorianischen Forts auf einer kleinen, der Nordostspitze der Kanalinsel Alderney vorgelagerten Felsinsel. Es gehört zu den Eastern Forts und wurde in den 1850er-Jahren angelegt.
Das Fort war mit 5 Kanonen auf 4 Türmen ausgestattet.